# Zisterzienserinnenabtei Groeninge

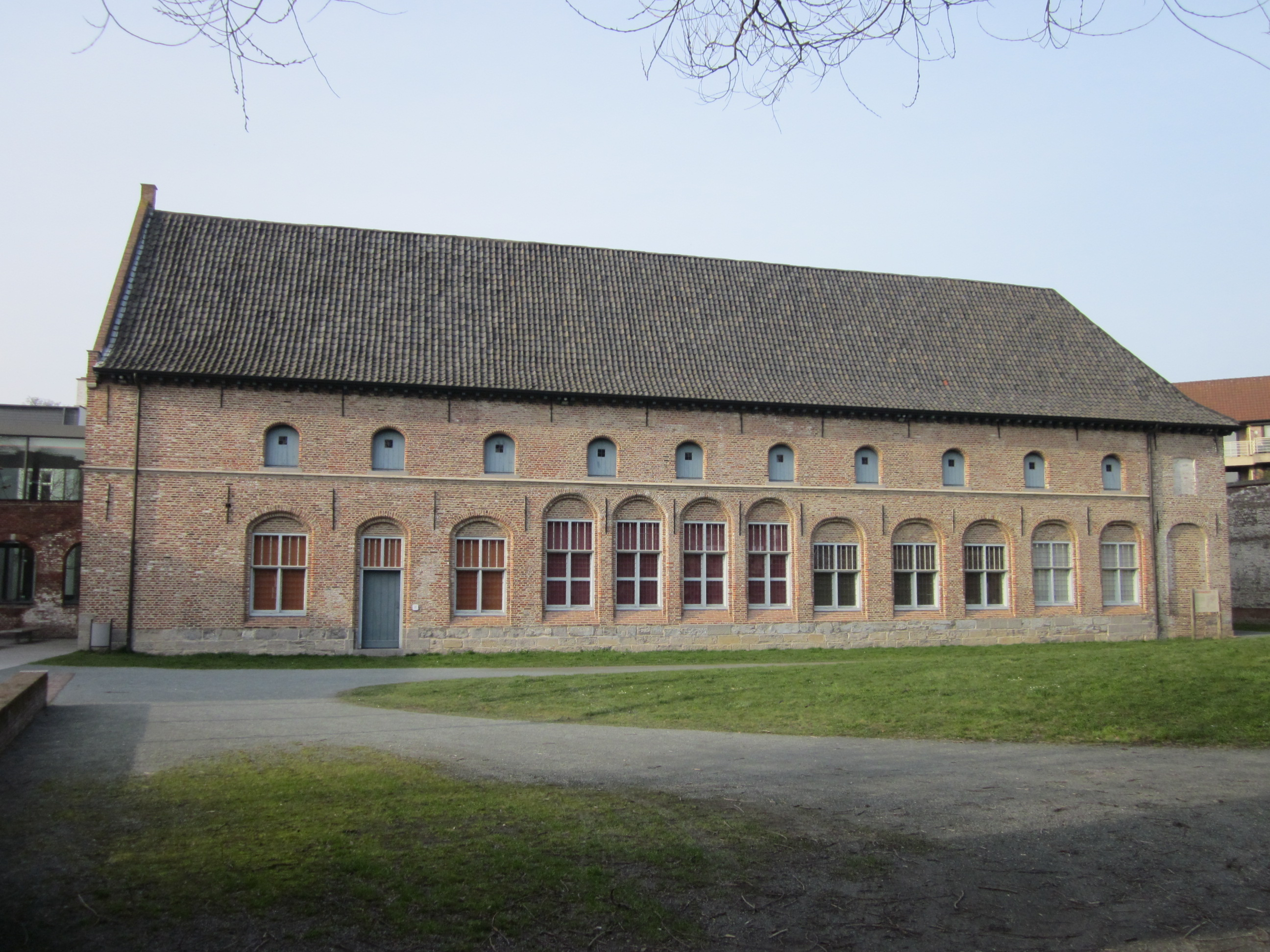
Ehem. Dormitorium

Die Zisterzienserinnenabtei Groeninge war von 1236 bis 1796 ein Kloster der Zisterzienserinnen in Kortrijk (französisch: Courtrai), Provinz Westflandern, in Belgien.

## Geschichte
Die Abtei Groeninge hatte drei Standorte. Groeninge I wurde 1235 im Gut Rodenborch in Marke bei Kortrijk gestiftet. Groeninge II entstand ab 1265 durch Verlegung von Groeninge I in einen Vorort von Kortrijk. Groeninge III entstand ab 1581 an der endgültigen Stelle im Stadtzentrum und war bis 1797 lebendig, als das Kloster durch die Französische Revolution aufgelöst und teilweise abgebaut wurde. Die Restgebäude wurden von 1845 bis 1978 von den Armen Clarissen bewohnt. Danach kam es (zwischen Groeningestraat und Begijnenhof) zur Restaurierung des Schlafsaals der Nonnen (bis 1992) und Einrichtung von Museen („Kortrijk 1302“, sowie ein Museum zur Stadtgeschichte). Das wundertätige Bild der Lieben Frau von Groeninge wird in der Sankt Michaelskirche verehrt.